# Manfred Wagner
Manfred Hermann Wagner (Stuttgart, 1948) é um engenheiro alemão.

## Artigos selecionados
- Modeling non-Gaussian extensibility effects in elongation of nearly monodisperse polystyrene melts V.H. Rolon-Garrido, M. H. Wagner with C. Luap, T. Schweizer Journal of Rheology 50(3)27-340 May/June 2006
- "Quantitative prediction of transient and steady-state elongational viscosity of nearly monodisperse polystyrene melts, with S. Kheirandish and O. Hassager, Journal of Rheology, 49:1317-1327 (2005)"
- "Exponential shear flow of branched polyethylenes in rotational parallel-plate geometry, with V.-H. Rolon-Garrido, K. Chai Rheologica Acta, 45:164-173 (2005)"
- "Modeling strain hardening of polydisperse polystyrene melts by molecular stress function theory, with S. Kheirandish, K. Koyama, A. Nishioka, A. Minegishi and T. Takahsahi, Rheologica Acta, 44:235-243 (2005)"
- "Quantitative analysis of melt elongational behavior of LLDPE/LDPE blends, with S. Kheirandish and M. YamaguchiRheologica Acta, 44:198-218 (2005)"
- "Relating rheology and molecular structure of model branched polystyrene melts by molecular stress function theory, with J. Hepperle and H. Münstedt Journal of Rheology, 48:489-503(2004)"
- "Quantitative assessment of strain hardening of low-density polyethylene melts by the molecular stress function model, with M. Yamaguchi and M. Takahsahi Journal of Rheology, 47:779-793(2003)"
- "The molecular stress function model for polydisperse polymer melts with dissipative convective constraint release, with P. Rubio and H. Bastian, Journal of Rheology, 45:1387-1412(2003)"
- "Determination of elongational viscosity of polymer melts by RME and Rheotens experiments, Journal of Rheology, 41:316-325(2002) "
- "The strain-hardening behaviour of linear and long-chain-branched polyolefin melts in extensional flows, with H. Bastian, P. Hachmann, J. Meissner, S. Kurzbeck, H. Münstedt and F. Langouche, Rheologica Acta, 39:97-109 (2000)"
- "LDPE melt rheology and the pom–pom model, with P. Rubio Journal of Non-Newtonian Fluid Mechanics, 92:245-259 (2000)"
- "The rheology of the rheotens test, with A. Bernnat and V. Schulze Journal of Rheology, 42:917-928(1998)"
- "Nonlinear viscoelastic characterization of a linear polyethylene (HDPE) melt in rotational and irrotational flows, Journal of Non-Newtonian Fluid Mechanics, 79:283-296 (1998)"
- "A constitutive analysis of uniaxial, equibiaxial and planar extension of a commercial linear high-density polyethylene melt, with P. Ehrecke, P. Hachmann and J. Meissner Journal of Rheology, 42:621-638(1998)"
- "Dynamics of polymer melts in reversing shear flows, with P. Ehrecke Journal of Non-Newtonian Fluid Mechanics, 76:183-197 (1998)"
- "A note on the melt strength of liquid crystalline polymer, with Th. Ixner and K. Geiger Journal of Rheology, 41:1087-1093(1997)"
- "Damping functions and nonlinear viscoelasticity—a review, Journal of Non-Newtonian Fluid Mechanics, 68:169-171 (1997)"
- "The origin of the C2 term in rubber elasticit, Journal of Rheology, 38:655-679(1994)"
- "Rubbers and polymer melts: Universal aspects of nonlinear stress–strain relations, with J. Schaeffer Journal of Rheology, 37:643-661(1993)"
- "Nonlinear strain measures for general biaxial extension of polymer melts, with J. Schaeffer Journal of Rheology, 36:1-26(1992)"
- "A constitutive analysis of extensional flows of polyisobutylene, with A. Demarmels Journal of Rheology, 34:943-958(1990)"
- "Constant force elongational flow of a low-density polyethylene melt—experiment and theory, Journal of Non-Newtonian Fluid Mechanics, with T. Raible, S. E. Stephenson and J. Meissner11:239-256 (1982)"
- "The Irreversibility Assumption of Network Disentanglement in Flowing Polymer Melts and its Effects on Elastic Recoil Predictions, with S. E. Stephenson Journal of Rheology, 23:489-504(1979)"
- "A constitutive analysis of uniaxial elongational flow data of low-density polyethylene melt, Journal of Non-Newtonian Fluid Mechanics, 4:39-55 (1978)"